# Tyskt teckenspråk

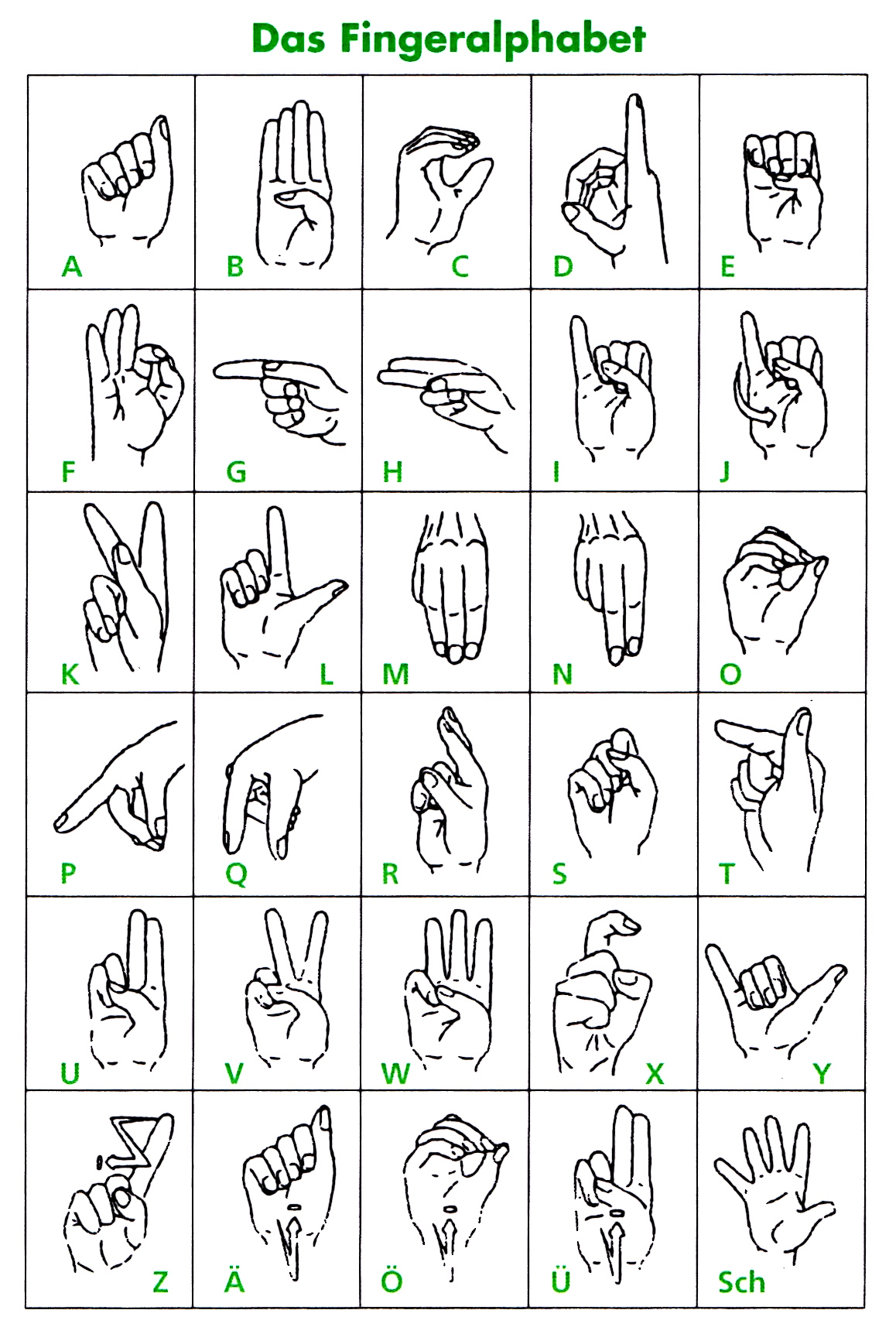
Fingeralfabet på det tyska teckenspråket

Tyskt teckenspråk (på tyska Deutsche Gebärdensprache, förkortning DGS) är ett teckenspråk som används mestadels av det dövas gemenskap i Tyskland men också i Belgiens tyskspråkiga regioner. Dess närmaste släktspråk är polskt och israeliskt teckenspråk. Det tyska teckenspråket anses vara stabil.
Språket används av cirka 80 000 personer.
Den första skolan för dem döva grundades i Leipzig år 1788. Teckenspråkets användning som undervisningsspråk förbjöds 1880. Forskning i teckenspråk påbörjades igen på 1970-talet och de dövas intresseorganisationer började kampanjer om dem dövas kultur och sociala svårigheter. Tyskland erkände DGS som självständigt språk år 2002.